# Woodbury Salterton
Woodbury Salterton är en by i Devon i England. Byn ligger 10 km från Exeter. Orten har 657 invånare (2015).